# CinemaScope
A CinemaScope annak az anamorfikus, 35 mm-es filmes formátumnak az elnevezése, melyet a 20th Century Fox filmstúdió mutatott be – elsőként a világon – 1953-ban.
A CinemaScope eljárás az ún. anamorfikus nyújtási technológiát használja, minek következtében a szélesvásznú filmet „belegyömöszölik” a 35 mm-es film 1,33:1-hez képarányú filmkockájára, majd a moziban a kellő képarányra „nyújtják” azt. Sokan kísérleteztek ezzel az eljárással a 20. század első felében, de ez érdektelenségbe fulladt. Az 1950-es évek elején számos filmstúdió próbált versengeni a televíziókkal, emiatt sok technikai újítást bevetve, többek közt a 3D-s filmet. Korábban a Cinerama technológiával mutatták be az első szélesvásznú filmeket, de ez költséges megoldás volt, mellesleg csak speciális mozikban lehetett játszani. Az anamorfikus film egy sokkal egyszerűbb és olcsóbb megoldást jelentett. Miután megvásárolta azt eredeti szülőatyjától, a Fox „CinemaScope” névre keresztelte ezt a filmtechnikát, majd 1953-ban A Palást c. ókori eposzával mutatta be a nagyközönségnek. A CinemaScope hatalmas szenzáció és siker lett, az 1950-es és 1960-as évek legnépszerűbb filmes újításává nőve ki magát.
Számos filmstúdió nem bírt ellenállni a Fox sikerének és megvette tőlük az eljárást. Ezek közé tartozik a Metro-Goldwyn-Mayer, a Warner Bros. és a Universal Pictures. Sok filmstúdió inkább másfajta szélesvásznú eljárások kifejlesztésébe fogott, méltó rivális után kutatva, például Paramount Pictures – VistaVision, RKO Pictures – Superscope. Végül ők bizonyultak a veszteseknek. Külföldön – főképp Európában – a filmesek ugyanilyen anamorfikus eljárást használtak nagyobb szabású filmjeikhez, de hogy ne kelljen a Foxnak a névhasználatért fizetni a különféle cégek a saját eljárásaiknak különféle neveket találtak ki, például Franscope, Agascope. Végül a Panavision cég által kibocsátott Panavision formátum vezetett a CinemaScope és klónjainak eltűnéséhez.
A CinemaScope az 1960-as évek közepére teljesen eltűnt, tízéves uralkodása alatt azonban számos legendás filmet „nemzett”:
1. A palást (The Robe) (1953)
2. Hogyan fogjunk milliomost? (How to Marry a Millionaire) (1953)
3. Túl a korallzátonyon (Beneath the 12-Mile Reef) (1953)
4. A folyó, ahonnan nincs visszatérés (River of No Return) (1954)
5. A bátor herceg (Prince Valiant) (1954)
6. Csillag születik (A Star is Born) (1954)
7. Demetrius és a gladiátorok (Demetrius and the Gladiators) (1954)
8. Attila, a hunok királya (Sign of the Pagan) (1954)
9. Szinuhe (The Egyptian (1954)
10. Hét menyasszony hét fivérnek (Seven Brides for Seven Brothers) (1954)
11. A kettétört lándzsa (Broken Lance) (1954)
12. Brigadoon titka (Brigadoon) (1954)
13. Némó kapitány (20,000 Leagues Under the Sea) (1954)
14. Az erőszakos férfiak (The Violent Men) (1955)
15. Csatakiáltás (Battle Cry) (1955)
16. A fáraók földje (Land of the Pharaohs) (1955)
17. Édentől keletre (East of Eden) (1955)
18. Susi és Tekergő (Lady and the Tramp) (1955)
19. Tengeri vadászat (The Sea Chase) (1955)
20. Férfi Laramie-ből (The Man from Laramie) (1955)
21. Szeress vagy hagyj el (Love Me or Leave Me) (1955)
22. Az isten bal keze (The Left Hand of God) (1955)
23. Haragban a világgal (Rebel Without a Cause) (1955)
24. A hattyú (The Swan) (1956)
25. Anna és a sziámi király (The King and I) (1956)
26. A szürke öltönyös férfi (The Man in the Gray Flannel Suit) (1956)
27. A nap szerelmese (Lust for Life) (1956)
28. Forró hegyek (Burning Hills) (1956)
29. Buszmegálló (Bus Stop) (1956)
30. Teaház az augusztusi holdhoz (The Teahouse of the August Moon) (1956)
31. Anasztázia (Anastasia) (1956)
32. A St. Louis-i lélek (The Spirit of St. Louis (1957)
33. Kosztümök és újságok (Designing Woman) (1957)
34. Selyemharisnya (Silk Stockings) (1957)
35. A tudás irodája (Desk Set) (1957)
36. A lányok (Les Girls) (1957)
37. Félévente randevú (An Affair to Remember (1957)
38. Alattunk az ellenség (The Enemy Below) (1957)
39. Börtönrock (Jailhouse Rock) (1957)
40. Gigi (1958)
41. Oroszlánkölykök (The Young Lions (1958)
42. A hosszú, forró nyár (The Long Hot Summer) (1958)
43. Hajtóvadászat (The Bravados) (1958)
44. A törvény és Jake Wade (The Law and Jake Wade (1958)
45. Csirpe (Gidget) (1959)
46. Rohanva jöttek (Some Came Running) (1959)
47. Vonat, szerelem és homár (It Happened to Jane) (1959)
48. Párnacsaták (Pillow Talk) (1959)

A CinemaScope-ot kezdetben, 1953-ban hangszalag nélküli filmre rögzítették, a hangot külön hangfalból sugározva. Ezáltal a néma 35 mm-es film 1,33:1 képarányából a 2-szeres anamorfikus nyújtással 2,66:1 arányú óriásfilmet csináltak. Egy évvel később már hangszalagra rögzítették a hangot, így a képarány lecsökkent 2,55:1-re. 1956-tól sztereofonikus hangot társítottak az anamorfikus képhez, így azóta – máig is – 2,35:1 az anamorfikus filmek képaránya.